# Yevhen Shakhov (football, 1990)
Pour les articles homonymes, voir Shakhov.
Ne doit pas être confondu avec Yevhen Shakhov (football, 1962).
Yevhen Yevhenovych Shakhov (ukrainien : Євген Євгенович Шахов), né le 30 novembre 1990, est un footballeur ukrainien évoluant actuellement au poste de milieu de terrain au Zorya Louhansk.

## Carrière

### En club
Natif de Dnipropetrovsk, il joue son premier match le 7 avril 2007 contre les rivaux du Stal Alchevsk. Il ne commence à apparaître régulièrement pour le Dnipro qu'à partir de la saison 2010-2011.
Avec Dnipropetrovsk, il est finaliste de la Ligue Europa en 2015, en étant battu par l'équipe espagnole du FC Séville.

### En équipe nationale
Yevhen Shakhov est retenu dans toutes les sélections nationales de jeunes. Avec la sélection des moins de 19 ans, il est champion d'Europe en 2009, après avoir battu l'Angleterre en finale.

## Vie privée
Son père Yevhen Sergeïovitch Shakhov était également footballeur et est l’actuel entraîneur adjoint du FK Dnipro.

## Palmarès
Ukraine
- Vainqueur du Championnat d'Europe des moins de 19 ans en 2009

 FK Dnipro
- Finaliste de la Ligue Europa en 2015

 PAOK Salonique
- Vainqueur de la Coupe de Grèce en 2017 et 2018
- Vice-champion de Grèce en 2017